# Fairey Aviation Company
Fairey Aviation Company Limited fue un constructor de aeronaves británico de la primera mitad del siglo XX, con sede en Hayes, Middlesex, Heaton Chapel y RAF Ringway, Cheshire. Diseñó importantes aeronaves militares, como la familia Fairey III, el Swordfish, el Firefly y el Gannet. Tenía una fuerte presencia en el suministro de aeronaves navales y también construyó bombarderos para la RAF.
Tras la Segunda Guerra Mundial, la empresa se diversificó en ingeniería mecánica y construcción naval. La división de fabricación de aeronaves fue absorbida por Westland Aircraft en 1960. Tras una serie de fusiones y adquisiciones, las principales empresas sucesoras de la empresa fueron FBM Babcock Marine, Spectris y WFEL (anteriormente Williams Fairey Engineering Limited), esta última dedicada a la fabricación de puentes portátiles.

## Historia

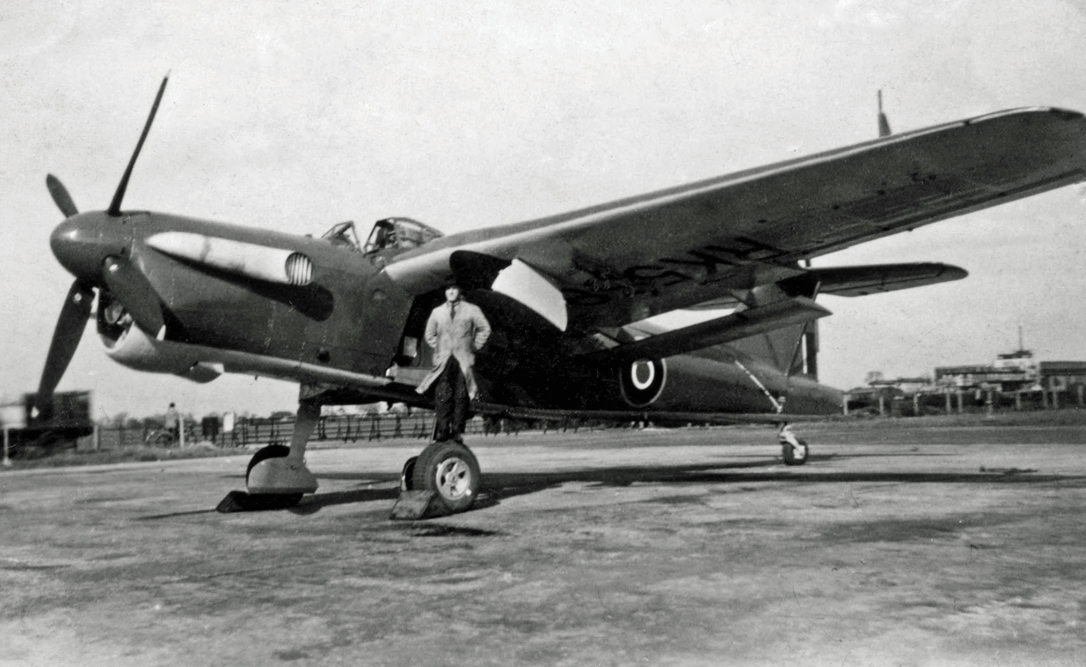
Fairey Barracuda TF.V, construido en Stockport/Ringway, en el aeropuerto de Mánchester en mayo de 1946.

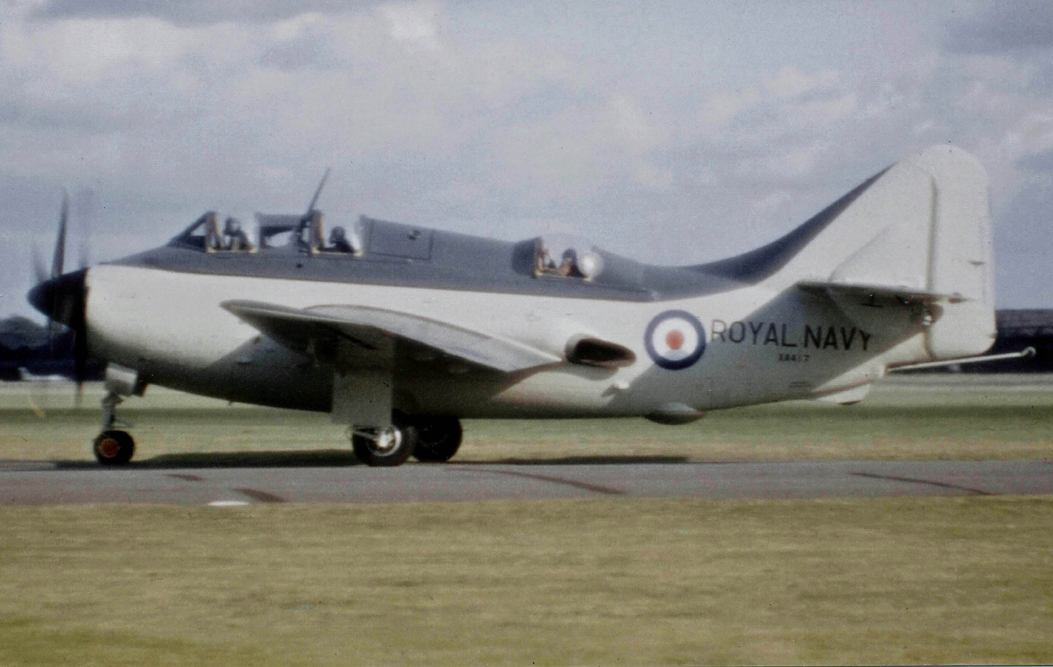
Gannet AS.4, construido por Fairey Stockport/Ringway, en 1956.

Fundada en 1915 por Charles Richard Fairey (posteriormente Sir Richard Fairey) y el ingeniero belga Ernest Oscar Tips tras su salida de Short Brothers, la compañía construyó primero bajo licencia o como subcontratista aviones diseñados por otros fabricantes. El primer avión diseñado y construido por Fairey Aviation específicamente para su uso en portahidros fue el Fairey Campania, un hidroavión de patrulla que voló por primera vez en febrero de 1917. En el tercer informe de la Royal Commission on Awards to Inventors, publicado en la revista Flight el 15 de enero de 1925, la aviación ocupa un lugar destacado. C.R. Fairey y Fairey Aviation Co. Ltd recibieron 4000 libras esterlinas por el trabajo en el hidroavión Hamble Baby.
Posteriormente, Fairey diseñó muchos tipos de aviones y, después de la Segunda Guerra Mundial, misiles.
La División de Hélices (Fairey-Reed Airscrews) estaba ubicada en la fábrica de Hayes y utilizaba diseños basados en las patentes de Sylvanus Albert Reed. C.R. Fairey conoció los productos de Reed a mediados de la década de 1920 al investigar las posibilidades del motor Curtiss D-12. La empresa Curtiss también fabricaba hélices diseñadas por Reed. Otro ejemplo de la utilización del talento de diseñadores independientes fue el uso de flaps, diseñados por Robert Talbot Youngman (flaps Fairey-Youngman), que proporcionaron a muchos de los aviones Fairey y de otros fabricantes una mejor maniobrabilidad.
La producción de aeronaves se realizó principalmente en la fábrica de North Hyde Road, Hayes (Middlesex), con pruebas de vuelo realizadas en el aeródromo de Northolt (1917-1929), el aeródromo de Great West (1930-1944), el aeropuerto de Heston (1944-1947) y, finalmente, en White Waltham (1947-1964). La pérdida del aeródromo de Great West en 1944 por requisición del Ministerio del Aire para construir el aeropuerto de Londres-Heathrow, sin compensación hasta 1964, provocó un grave golpe financiero que pudo haber acelerado el fin de la compañía.
Un modelo de avión notable construido en Hayes a finales de la década de 1930 y en la Segunda Guerra Mundial fue el Swordfish. En 1957, se construyó en Hayes el prototipo del avión de pasajeros de despegue vertical Fairey Rotodyne. Tras la fusión con Westland Helicopters, helicópteros como el Westland Wasp y el Westland Scout se construyeron en Hayes en la década de 1960.
La recepción de importantes contratos militares del Reino Unido a mediados de la década de 1930 obligó a la adquisición de una gran fábrica en Heaton Chapel, Stockport, en 1935, que había servido como la Fábrica Nacional de Aeronaves N.º 2 durante la Primera Guerra Mundial. Se construyeron instalaciones de pruebas de vuelo en el aeropuerto Ringway de Mánchester; la primera fase se inauguró en junio de 1937. Algunos bombarderos monoplanos Hendon, construidos en Stockport, volaron desde el aeródromo Barton de Mánchester en 1936. La producción en masa de bombarderos ligeros Battle en Stockport/Ringway comenzó a mediados de 1937. Durante la Segunda Guerra Mundial, se produjo un gran número de cazas Fulmar y bombarderos en picado Barracuda . Fairey's también construyó 498 aviones Bristol Beaufighter y más de 660 bombarderos Handley Page Halifax en sus instalaciones del norte. Tras la guerra, los aviones navales Firefly y Gannet se complementaron con subcontratos de De Havilland para los cazas a reacción Vampire y Venom. La producción y modificación de aeronaves en Stockport y Ringway cesó en 1960.
El 13 de marzo de 1959, Flight informó que Fairey Aviation Ltd se reorganizaría tras una propuesta para concentrar las actividades de fabricación de aeronaves y afines en el Reino Unido en una nueva filial de propiedad absoluta llamada Fairey Aviation Co. Ltd. La Junta consideró que el cambio, que entraría en vigor el 1 de abril de 1959, permitiría que el Rotodyne y otros trabajos de aviación fueran manejados por una empresa centrada en la aviación. Se propone cambiar el nombre de la empresa a Fairey Co. Ltd y concentrar las actividades generales de ingeniería en Stockport Aviation Co. Ltd, cuyo nombre pasaría a ser Fairey Engineering Ltd. Con estos cambios, Fairey Co. se convertiría en una sociedad holding, con control de la política y las finanzas de todo el grupo.
A finales de la década de 1950, el Gobierno estaba decidido a racionalizar la industria aeronáutica del Reino Unido. El Ministerio de Defensa consideraba que el futuro de los helicópteros se alcanzaría mejor con un único fabricante. La fusión de los intereses de aviación de Fairey con Westland Aircraft se produjo a principios de 1960, poco después de que Westland adquiriera el grupo Saunders-Roe y la división de helicópteros de la Bristol Aeroplane Company. Westland Aircraft y Fairey Company anunciaron que habían llegado a un acuerdo para la venta por parte de Fairey a Westland del capital social emitido de Fairey Aviation, que operaba todos los intereses de aviación de Fairey en el Reino Unido. Westland adquirió la totalidad del negocio de fabricación de aeronaves de Fairey (incluido el Gannet AEW.3) y la inversión del 10% de Fairey en Aircraft Manufacturing Company (Airco). La fuerza laboral de Fairey empleada en la fabricación de las alas exteriores del Airco DH.121 (que posteriormente se convertiría en el HS.121 Trident) fue transferida a Westland. Fairey recibió 2 000 000 de acciones de Westland de 5 chelines cada una y un pago en efectivo de aproximadamente 1,4 millones de libras. La venta no incluyó Fairey Air Surveys ni la fábrica de Heston, sede de la división de armamento, que tenía un contrato para la investigación de sistemas avanzados de misiles antitanque. El patrimonio neto restante de Fairey ascendía a aproximadamente 9,5 millones de libras.

### El colapso del Grupo Fairey
En 1977, el Grupo Fairey entró en concurso de acreedores y fue nacionalizado por el Gobierno. Fairey entró en liquidación tras incorporar una línea de producción del Britten-Norman Islander a su filial, Avions Fairey, y sobreprodujo el avión, por lo que posteriormente se enfrentó a indemnizaciones por despido de aproximadamente 16 millones de libras en Bélgica. Las empresas implicadas fueron las siguientes:
- Fairey Hydraulics Ltd, Heston: controles de potencia hidráulica y filtros para aeronaves; vendida en 1999 a una empresa de gestión, el nombre cambió a Claverham, comprada en 2001 por Hamilton Sundstrand.
- Fairey Engineering Ltd, Stockport: ingeniería general y nuclear.
- Fairey Nuclear Ltd, Heston: componentes nucleares e ingeniería ligera; véase también Central nuclear de Dungeness.
- Fairey Industrial Products Ltd, Heston: empresa de gestión.
- Fairey Filtration Ltd, Heston: filtros industriales.
- Fairey Winches Ltd, Tavistock: sobremarchas, cabrestantes y bujes para vehículos.
- Jerguson Tress Gauge and Valve Co Ltd, Newcastle: indicadores de nivel de líquido.
- The Tress Engineering Co Ltd, Newcastle: válvulas petroquímicas.
- Fairey Marine Holdings Ltd, Hamble: sociedad de gestión.
- Fairey Marine (East Cowes) Ltd, East Cowes: construcción de barcos y embarcaciones.
- Fairey Exhibitions Ltd, Hamble: contratistas de stands para exposiciones.
- Fairey Marine Ltd, Hamble: construcción y reparación de barcos.
- Fairey Yacht Harbours Ltd, Hamble: manipulación, atraque y almacenamiento de embarcaciones.
- Fairey Surveys Ltd, Maidenhead: levantamientos y cartografía aérea y geofísica.
- Fairey Surveys (Scotland) Ltd, Livingston: levantamientos y cartografía aérea y geofísica.
- Fairey Developments Ltd, Heston: empresa gestora.

La Fairey Britten-Norman Aircraft Company fue adquirida por Pilatus, entonces filial del grupo Oerlikon en Suiza.
El Gobierno tomó la medida de rescate en virtud del artículo 8 de la Ley de Industria de 1972, adquiriendo del síndico oficial de Fairey Company Ltd la totalidad del capital social por 201 163 000 libras esterlinas. Las empresas fueron gestionadas por la National Enterprise Board (NEB). En 1980, The Fairey Group fue adquirido por Doulton & Co., parte de S Pearson & Son, de la NEB. En ese momento, los intereses de Pearson en la fabricación se concentraban en el negocio de porcelana fina de Doulton. Los intereses de ingeniería se reforzaron en 1980 con la adquisición de los negocios de alta tecnología de Fairey y su fusión con otros intereses de ingeniería de Pearson en 1982. Sin embargo, estos negocios fueron enajenados en 1986 como parte del deseo de Pearson de concentrarse en sus actividades principales; adquiridos por Williams Holdings, se convirtieron en Williams Fairey Engineering Ltd y luego en WFEL Ltd.
Otras partes del grupo combinado Fairey-Doulton fueron objeto de una compra por parte de la gerencia de Pearson, que cotizó en la Bolsa de Londres en 1988. Durante la década de 1990, esta empresa se concentró en expandir su negocio de electrónica, adquiriendo varias empresas y enajenando los negocios de aislantes eléctricos y actuadores hidráulicos. En 1997, adquirió Burnfield, de la cual Malvern Instruments fue la empresa más importante. Servomex plc fue adquirida en 1999. En julio de 2000, la adquisición de los cuatro negocios de instrumentación y control de Spectris AG (Alemania) por 171 millones de libras esterlinas fue la mayor adquisición jamás realizada por la empresa y marcó una importante incorporación estratégica al negocio de instrumentación y control. La reestructuración del grupo estuvo marcada por el cambio de nombre de Fairey Group a Spectris en mayo de 2001.

## Empresas subsidiarias

### Avions Fairey
El 27 de agosto de 1931, Avions Fairey SA fue fundada por el ingeniero de Fairey, Ernest Oscar Tips. Los aviones Fairey impresionaron a las autoridades belgas, por lo que se estableció una filial, Avions Fairey, para producirlos en Bélgica. El personal de la compañía abandonó Bélgica antes de la invasión alemana de los Países Bajos y regresó después de la guerra para construir aviones bajo licencia para la Fuerza Aérea Belga. Ante los problemas financieros de Fairey a finales de la década de 1970, el Gobierno belga adquirió Avions Fairey para mantener su participación en el proyecto belga del F-16. Véase también el Tipsy Nipper.

### Fairey Aviation of Canada
Formada en 1948, la Fairey Aviation Company of Canada Limited creció desde una operación de seis personas a una importante empresa que empleaba a alrededor de mil personas. En marzo de 1949, la compañía emprendió trabajos de reparación y revisión para la Marina Real Canadiense en los Supermarine Seafire y Fairey Firefly, y más tarde en el Hawker Sea Fury, y también emprendió trabajos de modificación en el Grumman Avenger. El programa de conversión del  Avro Lancaster creó la necesidad de expandir la planta. El Lancaster fue seguido en servicio por el Lockheed Neptune y nuevamente la compañía asumió una parte de la reparación, revisión y servicio de estas aeronaves. La compañía participó en la modificación y revisión del McDonnell Banshee.
Fairey of Canada también desarrolló una organización de diseño y fabricación de componentes e instrumentos. La empresa comenzó a fabricar unidades de refuerzo hidroeléctrico que controlan las superficies de vuelo hidráulicamente en lugar de manualmente. Se diseñaron y fabricaron otros controles de vuelo para el Avro CF-100. El Canadair Argus utilizó actuadores hidráulicos diseñados por Fairey. La empresa también produjo el sistema de manejo de helicópteros y barcos "Bear Trap" para la Marina Real Canadiense. A principios de la década de 1960, la empresa emprendió la conversión de los hidrocanoas Martin Mars en nodrizas contraincendios.
Aprovechando la experiencia de la empresa matriz en el diseño de equipos hidráulicos, se creó el fabricante local Fairey Microfilter, con aplicaciones en industrias más allá de la aviación. Otro componente diseñado y fabricado por Fairey fue el Safety Ohmmeter (ohmímetro de seguridad). Este instrumento tuvo numerosas aplicaciones en misiles, minería, canteras y campos similares. La empresa fue designada agente de RFD Inflatable Marine Survival Equipment. Esta representación incluía la venta, el servicio de inspección y la reparación de balsas salvavidas inflables.
La sucursal de la Costa Oeste de Fairey Aviation Company of Canada Limited se fundó en 1955 en Sidney, Isla de Vancouver. La planta estaba ubicada en el Aeropuerto Patricia Bay. Esta instalación se encargaba principalmente de la reparación, revisión y modificación de aeronaves militares y civiles, incluyendo la conversión de antiguos aviones Avenger militares a aeronaves comerciales de fumigación de cultivos. Además, la empresa se diversificó en el diseño y la fabricación de equipos hospitalarios.
Tras la quiebra de la empresa matriz británica, Fairey Canada fue adquirida por IMP Group International.

### Fairey Aviation Company of Australasia
La rama australiana de Fairey Aviation se formó en 1948 como Fairey-Clyde Aviation Co Pty. Ltd, una empresa conjunta con Clyde Engineering, e incorporó la división de aeronaves de CEC. El nombre se cambió en noviembre de 1951. Con sede en Bankstown, Sídney, la fábrica revisó aeronaves para la Real Fuerza Aérea Australiana y la Real Armada Australiana, convirtió los Firefly AS.5 de la RAN al estándar Trainer Mark 5. La División de Proyectos Especiales construyó los drones Jindivik, Meteor y Canberra en el campo de pruebas de misiles de Woomera. Fairey Australasia fue la primera empresa en establecerse en el Weapons Research Establishment (WRE). Esto fue en 1949, cuando la empresa participó en el apoyo a las pruebas de investigación del modelo a escala de la aeronave de despegue vertical de Fairey. Poco después, la empresa se expandió para fabricar los cohetes de investigación RTV.l, que se dispararon en Australia. A partir de esto se desarrolló una fábrica de diseño y producción, que se especializó en la fabricación de equipos aerotransportados y terrestres para aviones blanco y campos de misiles, incluido el blanco remolcado Tonic, que puede ser transportado y volado por un Jindivik 3A.
En 1957, el WRE diseñó y desarrolló en Woomera una cámara en miniatura llamada WRECISS (cámara de interceptación de un solo disparo del Weapons Research Establishment), que fue fabricada por Fairey Aviation Co of Australasia, en Salisbury, Australia Meridional. En la mayoría de las instalaciones de misiles tierra-aire, las cámaras se han montado en la bodega de telemetría frontal. Aunque la palanca de disparo debe reemplazarse después de cada misión, se estima que alrededor del 30 % de la WRECISS puede reutilizarse sin reparaciones y una proporción considerable adicional puede repararse a un coste relativamente bajo. Su película era Ilford Photo SR101 en forma de discos de 0,93 pulgadas perforados desde tiras de 35 mm; peso: 801; diámetro: 1,5 pulgadas; longitud: 1,25 pulgadas; campo de visión: 186 grados; tiempo de exposición: 0,3 milisegundos; apertura relativa efectiva: aproximadamente f/8. Se fabricaron ciento noventa y dos cámaras en la producción inicial. En 1988, esta empresa se fusionó con AWA Defence Industries of Australia.

### Estudios aéreos

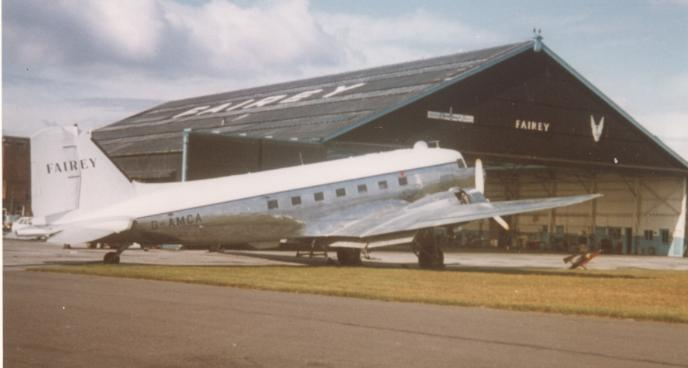
Douglas DC-3 de Fairey Air Surveys por fuera del hangar de Fairey, construido en 1937, en el aeropuerto de Mánchester durante mantenimiento, en 1975.

Fairey Air Surveys, Ltd, inicialmente tuvo su sede en 24 Bruton Street, Londres W1. y posteriormente en Reform Road, Maidenhead, con empresas en todo el mundo. Las aeronaves (Douglas Dakota) y las oficinas técnicas estaban ubicadas en White Waltham, Berks, junto con un laboratorio de investigación especial. Aquí, la empresa emprendió el diseño y desarrollo de aisladores antivibratorios que se incorporaron a los soportes de las cámaras. Se realizaron trabajos cartográficos y geofísicos. Las aeronaves con base en el Reino Unido se enviaron a trabajar por todo el mundo. La empresa realizó estudios aéreos para las autoridades locales dentro del Reino Unido y para muchos gobiernos extranjeros. Los mapas también se publicaron bajo el sello Fairey-Falcon. Con el paso de los años, los nombres de las empresas se cambiaron para reflejar la propiedad de Fairey y operaron hasta finales de la década de 1970, convirtiéndose posteriormente en Clyde Surveying Services Ltd. Fairey Surveys fue absorbida por lo que finalmente se convirtió en Blom Aerofilms. Las empresas subsidiarias fueron las siguientes:
- Fairey Surveys (Escocia), Livingston: levantamiento y cartografía aérea y geofísica.
- Aero Surveys, Aeropuerto Internacional de Vancouver, Canadá: esta empresa estaba equipada para procesar y cartografiar. Entre sus aeronaves se encontraban dos Anson y un P-38. Operaba en colaboración con Fairchild Aerial Surveys, Inc.[12]
- Air Survey Company of India, Aeropuerto de Dum Dum, Calcuta.: esta sucursal contaba con un completo equipamiento para el procesamiento y la cartografía. Entre las aeronaves se encontraban un DC-3 y tres DH Rapide (conocida en 1946 como Indian Air Survey & Transport Limited).
- Air Survey Company of Pakistan, Dunolly Road, Karachi, 2: esta era sólo una oficina y no había allí aeronaves ni equipos terrestres de forma permanente.
- Air Survey Company of Rhodesia, Salisbury, Rodesia del Sur: totalmente equipada para procesamiento y cartografía. Un avión Anson o un Dove de la flota británica estaba disponible para operaciones.

Otras empresas estaban ubicadas en Nigeria, Zambia y la República de Irlanda.

## Ingeniería

### Heaton Chapel
La fábrica de Fairey en Heaton Chapel, Stockport, tiene sus orígenes en cuando Crossley Brothers, tras haber suministrado a finales de 1916 un gran número de licitaciones y motores de aviación al Real Cuerpo Aéreo, adquirió unas instalaciones en High Lane, Heaton Chapel, para ampliar la producción. En 1917, tras la decisión del Gobierno de construir tres Fábricas Nacionales de Aeronaves, se formó Crossley Motors para gestionar la Fábrica Nacional de Aeronaves N.º 2, como se la conocía. La fábrica continuó produciendo aviones hasta noviembre de 1918. Tras la Primera Guerra Mundial, el emplazamiento cambió a la producción de vehículos. La fábrica pasó a manos de Willys-Knight y Overland Motors para la fabricación de coches y vehículos comerciales, que la conservaron hasta el 30 de noviembre de 1934, cuando fue adquirida por Fairey. En 1935, la empresa Fairey recibió un importante pedido de bombarderos nocturnos Hendon y estableció líneas de producción en la fábrica de Heaton Chapel. Las instalaciones de producción de Heaton Chapel se incorporaron como Stockport Aviation Company Limited el 11 de febrero de 1936 y la empresa ocupó un sitio en Ringway (ahora Aeropuerto de Mánchester), donde se realizaron vuelos de pruebas.
Tras finalizar la producción aeronáutica, la fábrica de Heaton Chapel se convirtió en Fairey Engineering Ltd. y comenzó la producción de ingeniería mediana y pesada, incluyendo puentes portátiles para uso militar y de emergencia, en particular el Medium Girder Bridge (Puente de Viga Mediana). Sus puentes están en servicio en el Ejército Británico, el Ejército de los Estados Unidos y muchas otras fuerzas de la OTAN. Fairey Engineering Ltd. también fabricó núcleos de reactores nucleares y máquinas de abastecimiento de combustible para las centrales nucleares de Dungeness B y Trawsfynydd.
La empresa se convirtió en Williams Fairey Engineering en 1986, y luego fue adquirida por la parte Kidde de la estadounidense United Technologies Corporation en 2000, y pasó a conocerse como WFEL Ltd. En 2006, el Manchester Evening News informó que los inversores de capital privado Dunedin Capital Partners respaldaron una compra por parte de la gerencia de WFEL de UTC, que empleaba a 160 personas en su fábrica en Crossley Road, Heaton Chapel.

### Bujes y sobremarchas Land Rover

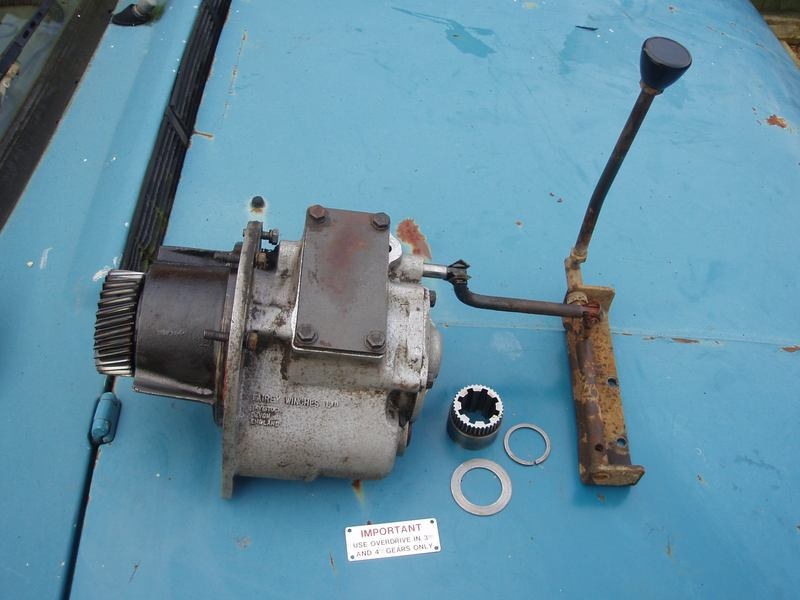
Una sobremarcha mecánica Fairey, como la que se montaba en un Range Rover antiguo.

En la posguerra, a partir de finales de la década de 1950, Fairey adquirió Mayflower Automotive Products, incluyendo su fábrica en Tavistock, Devon, y con ella los diseños de sus productos, incluyendo cabrestantes y bujes delanteros de rueda libre para vehículos Land Rover. Para la década de 1970, Fairey fabricaba una amplia gama de cabrestantes, que abarcaban configuraciones de accionamiento mecánico, hidráulico y eléctrico, así como de cabrestante/tambor. Los cabrestantes Fairey constituyeron la mayor parte de las opciones de cabrestantes homologadas por el fabricante para Land Rover durante la década de 1970 y principios de la de 1980.
En 1975, Fairey diseñó y fabricó una unidad de sobremarcha mecánica para Land Rover. Los vehículos equipados con esta unidad llevaban una insignia en la parte trasera que decía "Overdrive by Fairey" y el logotipo de Fairey (véase arriba).
Esta rama de productos cesó a principios de la década de 1980, cuando el desarrollo de nuevos productos en Land Rover y la tendencia de los fabricantes a fabricar accesorios internamente obligaron a Fairey a abandonar el sector. La empresa estadounidense Superwinch adquirió la fábrica de Tavistock y continuó fabricando cabrestantes diseñados por Fairey durante algunos años. Estas instalaciones fueron la base y planta de fabricación europea de Superwinch hasta su cierre en 2019, cuando la empresa matriz estadounidense cesó sus operaciones y los activos clave se vendieron a la empresa Westin en San Dimas, California.

## Aeronaves

### Aviones de Fairey
Año del primer vuelo entre paréntesis:
- Fairey Hamble Baby: hidroavión de patrulla (1917).
- Fairey F.2: caza triplaza (1917).
- Fairey Campania: biplano de patrulla y reconocimiento con base en portaaviones (1917).
- Fairey III: biplano de reconocimiento (1917).
- Fairey N.9: hidroavión experimental (1917).
- Fairey Pintail: hidroavión de caza (1920).
- Fairey Flycatcher: caza biplano (1922).
- Fairey N.4: hidroavión de reconocimiento de largo alcance (1923).
- Fairey Fawn: bombardero ligero biplaza (1923).
- Fairey Fremantle: hidroavión de largo alcance (1924).
- Fairey Firefly I: caza biplano (1925).
- Fairey Ferret: biplano biplaza de uso general (1925).
- Fairey Fox: bombardero biplano (1925).
- Fairey Long-range Monoplane: avión experimental (1928).
- Fairey Firefly IIM: caza biplano (1929).
- Fairey Fleetwing: biplano de reconocimiento embarcado (1929).
- Fairey Seal: avión de reconocimiento y observación con base en portaaviones (1930).
- Fairey Hendon: bombardero nocturno pesado monoplano (1930).
- Fairey Gordon: bombardero ligero, biplano utilitario (1931).
- Fairey G.4/31: biplano de propósitos generales (1934).
- Fairey S.9/30: biplano de reconocimiento y observación de la flota (1934).
- Fairey Swordfish: bombardero torpedero biplano (1934).
- Fairey Fantôme: prototipo de caza monoplaza (1935).
- Fairey Battle: bombardero ligero (1936).
- Fairey Seafox: hidroavión de reconocimiento (1936).
- Fairey P.4/34: bombardero ligero (1937).
- Fairey Albacore: bombardero torpedero biplano embarcado (1938).
- Fairey FC1: proyecto de avión de pasajeros de cuatro motores según la Especificación 15/38 (1938).
- Fairey Fulmar: caza embarcado (1940).
- Fairey Barracuda: bombardero en picado/torpedero embarcado (1940).
- Fairey Firefly: caza embarcado (1941).
- Fairey Spearfish: bombardero torpedero/bombardero en picado (1945).
- Fairey FB-1 Gyrodyne: girodino (1947).
- Fairey Primer: entrenador (1948).
- Fairey Gannet: avión ASW embarcado (posteriormente AEW) (1949).
- Fairey FD1: ala delta experimental (1951).
- Fairey FD2: un avión de ala delta de récord (1954).
- Fairey Jet Gyrodyne: autogiro compuesto (1954).
- Fairey Ultra-light Helicopter: helicóptero ligero (1955).
- Fairey Rotodyne: helicóptero autogiro/compuesto (1957).
- Fairey Gannet AEW.3: avión de guerra electrónica embarcado (1958).

### Aviones de Avions Fairey
- Avions Fairey Belfair
- Avions Fairey Junior
- Tipsy B
- Tipsy S.2
- Tipsy Nipper

### Producción subcontratada
Además de producir sus propios diseños, Fairey produjo otros aviones bajo subcontrato:
- Short Admiralty Type 827 (12)
- Sopwith 1½ Strutter (100)[14]

Durante la Segunda Guerra Mundial, Fairey produjo casi 500 Bristol Beaufighter y casi 600 Handley Page Halifax (326 B Mk.III y 246 B Mk.V). Después de la guerra, tuvieron subcontratos para la producción del De Havilland Vampire y su sucesor, el De Havilland Venom.

## Motores de aeronaves
Fairey importó 50 motores D-12 construidos por Curtiss en 1926 y los renombró Fairey Felix.
- Fairey Felix
- Fairey Prince (V-12)
- Fairey Prince (H-16): Prince de 16 cilindros, 1100 kW (1500 hp).
- Fairey Monarch: 2x 12 cilindros (dos motores con un eje de transmisión que pasa por el otro), 2250 hp.[17][18][19] El P-24 voló en 1939, pero fue cancelado durante la guerra.

## Misiles y drones
La participación de Fairey en la producción de misiles se mantuvo separada de Fairey Aviation Co. Ltd. y su posterior absorción por el Grupo Westland en 1960. Por lo tanto, la producción se invirtió en Fairey Engineering Ltd., pero para 1962 esta se había transformado en una empresa conjunta al 50 % con British Aircraft Corporation (Holdings) Ltd., conocida como BAC (AT) LTD., con oficinas en 100 Pall Mall, Londres SW1, y un capital social de 100 libras esterlinas. Esta empresa era independiente de la división de Armas Guiadas de BAC.
La compañía Fairey también participó en el desarrollo inicial de aeronaves sin piloto, lo que condujo al desarrollo de aeronaves blanco radiocontroladas en Gran Bretaña y Estados Unidos en la década de 1930. En 1931, se desarrolló el blanco radiocontrolado Fairey "Queen", fabricándose un lote de tres ejemplares. El Queen era un hidroavión Fairey IIIF modificado (un avión de lanzamiento por catapulta utilizado para reconocimiento por la Marina Real Británica). Además de la instalación de equipos de radio, el Queen también tuvo algunas modificaciones aerodinámicas para mejorar la estabilidad. Sin embargo, los primeros vuelos sin piloto terminaron rápidamente, ya que los drones se estrellaron al despegar de la catapulta del HMS Valiant.
En 1960, Fairey anunció un acuerdo entre Fairey Engineering Ltd y Del Mar Engineering Laboratories, Los Ángeles, California, para distribuir una gama de sistemas de blancos remolcados subsónicos y supersónicos (RADOP) para entrenamiento de armas guiadas aire-aire y superficie-aire en Europa, África, Medio Oriente, la Commonwealth y el Reino Unido.
La empresa matriz Fairey y su filial australiana participaron activamente en el desarrollo de armas guiadas. La División de Armamento de Fairey Engineering Ltd. fue responsable en el Reino Unido del blanco sin piloto Jindivik Mk 2B. Este blanco contaba con un turborreactor Bristol Siddeley Viper ASV.8, que alcanzaba una velocidad de 970 km/h y un techo operativo superior a 50 000 pies.
El "Fairey V.T.O." era una aeronave de ala den elta de despegue vertical diseñada para explorar la posibilidad de construir una aeronave que despegara desde rampas cortas con baja aceleración. Presentado por primera vez en la exposición de la Sociedad de Constructores de Aeronaves Británicos (SBAC) en 1952, el proyecto Fairey VTO se utilizó para probar la configuración básica de futuras aeronaves de investigación. Cada ala contaba con un gran alerón y el empenaje vertical albergaba un timón de gran tamaño. El VTO obtenía 4,0 kN de empuje de cada tobera Beta y, para el lanzamiento, se utilizaban dos propulsores de combustible sólido de 2,7 kN cada uno, lo que elevaba el empuje total a 13 kN, obviamente superior al peso total. El cohete Beta I contaba con dos propulsores, uno de los cuales podía pivotar lateralmente y el otro verticalmente, según las señales de un piloto automático. De esta forma, la línea de empuje media resultante podía variarse para mantener un vuelo controlado a bajas velocidades aerodinámicas. Fairey realizó numerosas pruebas con éxito, la primera de las cuales se realizó desde un barco en la bahía de Cardigan en 1949.
Fairey Rocket Test Vehicle 1 (Vehículo de Prueba de Cohetes Fairey 1), anteriormente conocido como LOPGAP (Proyectil Antiaéreo Guiado por Oxígeno Líquido y Gasolina). El diseño original se remonta a la especificación de la Marina Real Británica de 1944 para un misil antiaéreo guiado conocido como LOPGAP. En 1947, el Royal Aircraft Establishment se hizo cargo del desarrollo y el misil pasó a denominarse RTV1. Se desarrollaron varias versiones del RTV1 básico.
La Fairey Aviation Company of Australasia Pty Ltd obtuvo un contrato para construir 40 cohetes RTV1e. Los primeros se completaron a principios de 1954. Los componentes fueron construidos por el Torpedo Establishment de la Armada Real Australiana (unidades servo hidráulicas), EMI (receptores y amplificadores de guía) y la Commonwealth Aircraft Corporation (piezas fundidas de magnesio). Algunas piezas también se importaron del Reino Unido. El ensamblaje se llevó a cabo en Salisbury, Australia Meridional, por la División de Proyectos Especiales de Fairey. Los disparos de prueba tuvieron lugar entre 1955 y 1956, pero para entonces el RTV1 se consideraba obsoleto. El RTV1e era el vehículo de pruebas de guía de haz. La guía por radar era proporcionada por una unidad de radar que proyectaba un haz estrecho. Se crearon diferentes versiones del vehículo de pruebas, cada una relacionada con un aspecto diferente del control, la guía, la propulsión y la aerodinámica del cohete completo. El RTV 1e era un cohete de combustible líquido de dos etapas utilizado para la investigación y el desarrollo de problemas asociados con los misiles guiados por haz. Se disparaba a un ángulo de 35 grados y alcanzaba una altitud máxima de unos 3650 m. El vehículo fue lanzado por siete cohetes propulsores sólidos con una duración de combustión de cuatro segundos, tras los cuales el motor de sostenimiento de combustible líquido tomaba el control.
En el Salón Aeronáutico de Farnborough de 1954, Fairey Australia exhibió un misil masivo similar al RTV1. La base estaba formada por una unidad de aceleración de aproximadamente 6 pies de alto y 20 pulgadas de diámetro, estabilizado por cuatro aletas grandes y cuatro pequeñas, y que albergaba siete motores de cinco pulgadas. El cuerpo principal medía aproximadamente 17 pies de largo con un diámetro de 10 pulgadas. El cuerpo estaba equipado con cuatro alas y cuatro pequeños álabes de control.
Fairey Australia también exhibió un vehículo de prueba aerodinámico, descrito como un "proyectil alado de tres pulgadas". Se trataba de un proyectil simple, sin guía, para facilitar las investigaciones sobre las propiedades de varios conjuntos de ala y carrocería a altas velocidades supersónicas. El ejemplar mostrado tenía unas 6 pulgadas de longitud y tenía un cuerpo finamente acabado, pintado de blanco, aparentemente hecho de tubo sin costuras. A unos dos tercios de la distancia desde el morro, se instaló un ala de madera laminada de unos 60 cm de envergadura, colocada transversalmente al diámetro del cuerpo, con una cuerda de raíz de unos 45 cm y una curvatura de un cuarto de cuerda de unos 50 grados.
En abril de 1947, Fairey publicó los detalles de su primer misil guiado. Era un arma antiaérea diseñada para la Guerra del Pacífico, pero no se completó a tiempo para su uso por parte del Ejército Británico (que lo encargó originalmente) ni por la Marina Real Británica. El Ministerio de Abastecimiento solicitó la finalización del proyecto, y el resultado fue el Stooge. Tenía una longitud de 2,27 m, una envergadura de 2,08 m, un diámetro del cuerpo de 17 pulgadas y un peso de 335 kg, con una ojiva. La propulsión era de cuatro cohetes principales de combustible sólido de 330 N de empuje, pero inicialmente cuatro cohetes aceleradores adicionales de 5600 lb de empuje aceleraban al Stooge desde su rampa de lanzamiento de 3 m de largo. A diferencia de diseños posteriores, el Stooge estaba diseñado para altas velocidades subsónicas y alcances limitados. El Stooge constaba de propulsión de dos etapas, piloto automático, equipo de radiocontrol con unidad terrestre adicional y una ojiva. El Stooge requería una rampa de lanzamiento y transporte. El misil se probó exhaustivamente en Woomera.
El misil Malkara fue diseñado en Australia por empresas británicas y australianas. Era un misil pesado guiado por cable, desplegado desde vehículos, embarcaciones navales ligeras y emplazamientos fijos. Esta arma reemplazó al proyecto Fairey "Orange William" para el Ministerio de Defensa, que posteriormente daría origen al Swingfire. Fairey Engineering era la agencia de ventas para todos los países fuera de Estados Unidos y también fue designada por el Departamento de Suministros de Australia para colaborar en la introducción del Malkara en servicio operativo y en el diseño y producción de modificaciones. El misil estuvo en servicio en el Real Cuerpo Blindado, desplegado en un vehículo especial, el Humber Hornet, fabricado por Wharton Engineering, que transportaba dos proyectiles en lanzadores y dos proyectiles estibados. El Hornet podía ser lanzado desde el aire y tenía una tripulación de tres personas. Para fines de entrenamiento, se utilizó el Malkara Mk I, con un alcance de unos 2000 m. El arma operativa era el Malkara Mk 1 A, que tenía un tipo diferente de bengala de seguimiento, un cable guía más delgado y otras mejoras para brindar aproximadamente el doble del alcance que el Mk 1.
El Fairey Fireflash fue una de las primeras armas aire-aire guiadas por radar. Desarrollado como "Blue Sky", una versión reducida del misil Red Hawk, estuvo en servicio brevemente antes de ser reemplazado por el De Havilland Firestreak.
El Green Cheese era un misil antibuque táctico nuclear para el Gannet. Los problemas con el Gannet llevaron a continuar el desarrollo con el Blackburn Buccaneer, pero fue cancelado.

## Fairey Marine
Fairey Marine fue fundada a finales de la década de 1940 por Sir Richard Fairey y el director general de Fairey Aviation, el Sr. Chichester-Smith. Ambos eran ávidos entusiastas de la navegación. Utilizando técnicas desarrolladas en la industria aeronáutica durante la Segunda Guerra Mundial, ambos decidieron que debían producir veleros ligeros, por lo que reclutaron a Charles Currey para que les ayudara a dirigir la empresa cuando se retiró de la Marina. En los años siguientes, Fairey Marine produjo miles de veleros ligeros, incluyendo el Firefly, el Albacore, el Falcon, el Swordfish, el Jollyboat, el Flying Fifteen, el 505 y el International 14, junto con los mucho más pequeños Dinky y Duckling. Más tarde, en la década de 1950, produjeron los cruceros de vela más grandes, el Atalanta (nombrado en honor a la esposa del primer hijo de Sir Richard), el Titania, el Fulmar y el velero a motor Fisherman de 8,2 m (basado en el casco del Fairey Lifeboat) junto con el 15 Cinderella (lancha fueraborda) y el Faun de 16'6" (crucero familiar con motor fueraborda).

## Fairey Band
En 1937, los trabajadores de la planta de aviación de Fairey formaron una banda de música. Durante unos sesenta años, la banda estuvo asociada a la empresa y a sus sucesores, aunque ahora la Fairey Band ha tenido que recurrir a fuentes externas para obtener financiación. A lo largo de su historia, la banda ha conservado su identidad con la empresa bajo las formas de Fairey Aviation Works Band, Williams Fairey Band y, posteriormente , Fairey (FP Music) Band. Recientemente, la banda ha vuelto a sus orígenes, renombrándose simplemente como The Fairey Band. La Fairey Band ha ganado numerosos títulos nacionales e internacionales a lo largo de su gloriosa historia.